# علي بن محمد الحبشي
علي بن محمد بن حسين الحبشي (1259 - 1333 هـ) إمام وشاعر وشيخ دين مسلم ومؤسس أول رباط علمي بحضرموت. كان له تأثير دعوي كبير في كثير من بلدان حضرموت، وله مكانة عظيمة بين الناس في سيئون ونواحيها حيث يقام له الحول السنوي في شهر ربيع الثاني من كل عام. له المولد المسمى «سمط الدرر». وهو أول من نظم قصة المولد النبوي من السادة الأشراف آل باعلوي.

## نسبه
علي بن محمد بن حسين بن عبد الله بن شيخ بن عبد الله بن محمد بن حسين بن أحمد صاحب الشعب بن محمد بن علوي بن أبي بكر الحبشي بن علي بن أحمد بن محمد أسد الله بن حسن الترابي بن علي بن الفقيه المقدم محمد بن علي بن محمد صاحب مرباط بن علي خالع قسم بن علوي بن محمد بن علوي بن عبيد الله بن أحمد المهاجر بن عيسى بن محمد النقيب بن علي العريضي بن جعفر الصادق بن محمد الباقر بن علي زين العابدين بن الحسين السبط بن الإمام علي بن أبي طالب، والإمام علي زوج فاطمة بنت محمد ﷺ.
فهو الحفيد 33 لرسول الله محمد ﷺ في سلسلة نسبه.

## مولده ونشأته
ولد ببلدة قسم بحضرموت في يوم الجمعة الرابع والعشرين من شهر شوال سنة 1259 هـ، حيث كان والده مقيمًا بها لنشر الدعوة إلى الله والتعليم العام، ثم هاجر والده محمد بن حسين الحبشي إلى الحجاز في أجواء سنة 1266 هـ انقيادًا لرغبة شيخه عبد الله بن حسين بن طاهر، وتركه في كفالة والدته علوية بن حسين بن أحمد الجفري، فتربى ونشأ تحت رعاية والدته التي أخذ عنها مبادئ العلوم ونص على تلمذته لها في كثير من إجازاته العلمية، وقرأ القرآن عند أحد المشايخ من آل أبي قشير، ثم خرج إلى سيئون مع أمه خلال عام 1271 هـ، وعبرا في طريقهما إلى المسيلة لزيارة شيخ والده عبد الله بن حسين بن طاهر فقرأ عليه في المختصر في الفقه الشافعي وألبسه وأجازه. ولما استقر بسيئون اشترك مع طلبتها في مدارسهم ومذاكراتهم العلمية، وفي سنة 1276 هـ سافر إلى الحجاز بطلب من والده ومكث بها قرابة العامين نال فيهما من مختلف العلوم والمعارف، ثم عاد إلى سيئون مرة أخرى.

## شيوخه
أخذ عن أئمة عصره من العلماء المحققين والأولياء الصالحين في حضرموت والحرمين الشريفين، منهم:
| - أبو بكر بن عبد الله العطاس - والده محمد بن حسين الحبشي - والدته علوية بنت حسين الجفري - عبد الله بن حسين بن طاهر - عمر بن حسن الحداد | - شيخ بن عمر السقاف - محسن بن علوي السقاف - حامد بن عمر السقاف - عبد الرحمن بن علي السقاف - حسين بن أبي بكر السقاف - عبد القادر بن حسن السقاف | - محمد بن إبراهيم بلفقيه - حسن بن صالح البحر - أحمد بن محمد المحضار - أحمد بن عبد الله البار - محمد بن عبد الله بارجاء - عيدروس بن عمر الحبشي | - عمر بن محمد بن سميط - أحمد بن زيني دحلان - محمد بن سعيد بابصيل - فضل بن علوي مولى الدويلة - عمر بن أبي بكر الجفري - محمد العزب المدني |

## تلاميذه
تخرج على يديه نخبة من كبار علماء حضرموت الذين قادوا المسيرة التعليمة والدعوية المعاصرة وفي الأولين أولاده عبد الله ومحمد وأحمد وعلوي وأخوه شيخ، ومنهم أيضًا:
| - جعفر بن عبد الرحمن السقاف - عبد القادر بن عبد الرحمن السقاف - محمد بن هادي السقاف - محسن بن عبد الله السقاف - سالم بن صافي السقاف - علي بن عبد القادر العيدروس - عبد الله بن علوي الحبشي - حسين بن عبد الله الحبشي - محمد بن سالم السري | - عمر بن محمد مولى خيلة - علوي بن عبد الرحمن المشهور - محمد بن حسن عيديد - حسن بن محمد بلفقيه - علي بن عبد الرحمن المشهور - عمر بن عيدروس العيدروس - عبد الله بن عيدروس العيدروس - عبد الله بن علي بن شهاب الدين - عبد الله بن عمر الشاطري | - أحمد بن عبد الله الخطيب - عبد الله بن محمد باكثير - سالم بن طه الحبشي - عمر بن عبد الرحمن العيدروس - محمد بن سالم العطاس - حامد بن علوي البار - محمد بن أحمد المحضار - مصطفى بن أحمد المحضار - محمد بن طاهر الحداد | - حسن بن محمد بارجاء - طه بن عبد القادر السقاف - عبد الإله بن أحمد السقاف - سالم بن حفيظ بن الشيخ أبي بكر بن سالم - أحمد بن عبد الرحمن السقاف - أحمد بن علي مكارم - أحمد بن عمر حسان - محمد بن عبد الله باسلامة - عبيد بن عوض بافليع |

## مآثره
عاد إلى أرض حضرموت وإلى سيئون بالخصوص محملًا بعلم غزير وإطلاع متنوع ودراية شاملة بمذهب الإمام الشافعي فابتدأ بمسجد حنبل يلقي الدروس العلمية في مختلف العلوم، وفي سنة 1295 هـ بنى مسجده المعروف (مسجد الرياض) وأسس بجانبه أول رباط علمي يستقبل الطلبة من أنحاء العالم كنقلة نوعية في الساحة العلمية بحضرموت، وكان النواة الأولى لأربطة وادي حضرموت كرباط تريم العلمي، ورباط الغيل لمؤسسه الشيخ محمد بن عمر بن سلم، ورباط عينات، ورباط المصطفى بالشحر، فكانت هذه الأربطة تمثل المنهجية العلمية في وادي حضرموت من أقصى اليمن. ورتب بحضرموت أكبر مؤتمر للاحتفال بالمولد النبوي يختم بها في آخر خميس من شهر ربيع الأول حيث أسسه سنة 1306 هـ ويقرأ فيه مولد سمط الدرر.

## شعره
يمتاز شعره بميزات جمال الأسلوب والمعاني والقوة و الطابع الخاص سواء القريضي أو الحميني، وهنا رؤوس من بعض قصائده:

## مؤلفاته
وله آثار ومؤلفات شهيرة:
| - «سمط الدرر في أخبار مولد خير البشر» مختصر في السيرة النبوية - «مجموع الوصايا والإجازات» - «مجموع كلامه وأنفاسه العلمية والدعوية» - «الجوهر المكنون والسر المصون» ديوان شعر - مكاتباته ورسائله - «حزب الفتح الكبير» | - «الدعاء المستجاب بآيات الكتاب» - «مقدمة في الحج والعمرة» - «رسالة المقالة السوية» - «مجموع خطب ومحاضرات» - «الفتوحات الإلهية في الصلاة على خير البرية» - «الموائد الرمضانية» |

## ذريته
لديه خمسة من الأولاد هم: عبد الله، ومحمد الذي تولى مقام أبيه من بعده، وعلوي الذي أقام حولًا سنويًا لأبيه بصولو في إندونيسيا، وأحمد المتوفى بصولو، وخديجة ولها بعض القصائد الحمينية.

## وفاته
وكانت وفاته في مدينة سيئون ظهر يوم الأحد العشرين من ربيع الثاني سنة 1333 هـ، ودفن جهة أقدام ضريح والدته تنفيذا لوصيته، وبنيت على ضريحه قبة كبيرة يقصدها الزوار وتقام بها الدروس والمجالس إلى اليوم، ويقام له حول سنوي في كل ربيع ثاني.

### استشهادات
1. ↑  الزركلي، خير الدين (2002). الأعلام (PDF). بيروت، لبنان: دار العلم للملايين. ج. الجزء الخامس. ص. 19. مؤرشف من الأصل (PDF) في 2020-11-06.
2. ↑  عيديد، محمد بن حسن (1433 هـ). إتحاف المستفيد بذكر من أخذ عنهم وواخاهم السيد محمد بن حسن عيديد. ص. 157. {{استشهاد بكتاب}}: تحقق من التاريخ في: |تاريخ= (مساعدة)
3. ↑  ابن الشيخ أبي بكر بن سالم، سالم بن حفيظ (1426 هـ). منحة الإله في الاتصال ببعض أولياه. تريم، اليمن: دار المقاصد. ص. 135. {{استشهاد بكتاب}}: تحقق من التاريخ في: |تاريخ= (مساعدة)
4. ↑  باكثير، عبد الله بن محمد (1405 هـ). رحلة الأشواق القوية إلى مواطن السادة العلوية. ص. 5. {{استشهاد بكتاب}}: تحقق من التاريخ في: |تاريخ= (مساعدة)
5. ↑  المشهور، أبو بكر بن علي. لوامع النور. صنعاء، اليمن: دار المهاجر. ج. الجزء الأول. ص. 197.
6. ↑  العطاس، علي بن حسين. تاج الأعراس في مناقب الحبيب صالح بن عبد الله العطاس (ط. الأولى). إندونيسيا: منارة قدس. ج. الجزء الثاني. ص. 166.
7. 1 2  السقاف، عبد الله بن محمد. تاريخ الشعراء الحضرميين. القاهرة، مصر: مطبعة العلوم. ج. الجزء الرابع. ص. 128.
8. ↑  السقاف، أحمد بن عبد الرحمن. الأمالي. تريم، اليمن: دار الأصول. ص. 107.
9. ↑  القضماني، محمد ياسر (2014). السادة آل باعلوي وغيض من فيض أقوالهم الشريفة وأحوالهم المنيفة. دمشق، سوريا: دار نور الصباح. ص. 190.
10. ↑  "ترجمة للإمام الحبيب علي بن محمد بن حسين بن عبد الله الحبشي". شبوة برس. مؤرشف من الأصل في 2019-01-02.
11. ↑  "كتاب سمط الدرر". Scribd. مؤرشف من الأصل في 2020-11-08.

## وصلات خارجية
- ديوان علي بن محمد الحبشي - بوابة الشعراء.
- ديوان الحبيب علي بن محمد بن حسين الحبشي وما فيه من المحسنات البديعية (دراسة بلاغية) - جامعة شريف هداية الله الإسلامية.